# Shi Lang

Zeitgenössische Darstellung von Shi Lang

Shi Lang (chinesisch 施琅, Pinyin Shī Láng; * 1621 in Jinjiang, Provinz Fujian; † 1696 in Fujian) war ein chinesischer Admiral der Ming- und Qing-Dynastie.
In seiner Jugend studierte er Militärstrategie und legte den Schwerpunkt seiner Ausbildung auf den Seekrieg. Kampferfahrung sammelte er bei einer Vielzahl kleinerer Operationen an der Seite seines Vaters. Nach 1640 wurde er Kapitän in der Flotte von Admiral Zheng Zhilong. Dort kam es wohl später zu Konflikten mit Zheng Zhilongs Sohn Koxinga. Nach dem Sturz der Ming-Dynastie 1644 trat Shi Lang 1646 in den Dienst des nun herrschenden Kaisers Shunzhi (1644–1662) aus der Qing-Dynastie. Aus Rache für den vermeintlichen Verrat ließ Koxinga, ein Anhänger der Ming-Dynastie, Shi Langs Vater, Bruder und Sohn töten.
Kaiser Shunzhi und die kaiserliche Regierung schätzten Shi Langs militärische Erfahrung und seine Kontakte zu den wichtigsten Häfen in Ostasien. 1656 begleitete er Prinz Jidu auf einer Expedition in Fujian und wurde in den Rang eines Generalassistenten erhoben. Beim Feldzug gegen Koxinga im Jahr 1663 befehligte Shi Lang verbündete niederländische Schiffe. 1668 entwickelte er einen Plan zur Eroberung des Ming-loyalen Königreichs Tungning auf Taiwan, der aber von Kaiser und Regierung verworfen wurde. Um 1670 wurde Shi La in die kaiserliche Leibgarde berufen. Nach dem sogenannten Aufstand der 3 Feudalherren wollte Kaiser Kangxi (1662–1722) das Problem mit dem Ming-loyalen Königreich Tungning auf Taiwan endgültig lösen. 1681 wurde Shi Lang vom Kaiser zum Kommandeur des Feldzuges gegen Tungning berufen. Er nahm unter Bedingung an, als alleiniger Befehlshaber zu fungieren und nicht zusammen mit Yao Qisheng, dem Generalgouverneur von Fujian. Nach mehrmonatiger Vorbereitung stach Shi Lang mit 300 Schiffen und 20.000 Mann in Richtung Taiwan in See. Am 16. und 17. Juli 1683 schlug er die Flotte Tungnings unter Liu Guoxuan vernichtend bei den Penghu-Inseln und landete anschließend auf Taiwan. Nach mehreren verlorenen Kämpfen bot König Zheng Keshuang von Tungning am 7. September 1683 die Kapitulation an. Am 3. Oktober 1683 kapitulierte Tungning schließlich vor Shi Lang.
Nach dem erfolgreichen Feldzug kehrte er nach China zurück, um Kaiser Kangxi davon zu überzeugen, Taiwan für China zu annektieren. Gegen den Widerstand von Teilen der kaiserlichen Regierung, die der Meinung war, eine Annexion Taiwans wäre eine wirtschaftliche Belastung für China, konnte Shi Lang den Kaiser schließlich dazu bewegen, Taiwan 1684 in 3 Landkreise zu unterteilen und als Präfektur der Provinz Fujian zuzuordnen. Shi Lang wurde vom Kaiser für seine Verdienste zum „General, der den Frieden auf dem Meer erhält“ erklärt und zum erblichen Marquis erhoben. Auf eigenen Wunsch erhielt er das Privileg zum Tragen einer Pfauenfeder.
Shi Lang kehrte nach Fujian zurück. Er beschlagnahmte fast die Hälfte der genutzten Grundstücke im südlichen Taiwan für seinen eigenen Gewinn und presste jährlich erhebliche finanzielle Mittel aus dem Land. Außerdem betrieb er eine Politik, die bewusst darauf abzielte, Taiwan vom Rest des Qing-Reiches zu isolieren. Den Küstenprovinzen und ihren Bewohnern wurde der Kontakt mit Taiwan verboten.
Mit zunehmendem Alter wird Shi Lang arrogantes Verhalten nachgesagt. Trotzdem behielt er das Vertrauen von Kaiser Kangxi, der ihm 1688 das Privileg verlieh, bei Audienzen in Anwesenheit des Kaisers und der kaiserlichen Familie zu sitzen. Bis zu seinem Tod blieb Shi Lang in Fujian in Amt und Würden, wo er 1696 im Alter von 75 Jahren starb.